# 印第安比奇 (北卡羅萊納州)
印第安比奇（英語：Indian Beach）是一個位於美國北卡羅萊納州加特利縣的城鎮。

## 人口
根據2020年美國人口普查的數據，印第安比奇的面積為1.53平方千米，當中陸地面積為1.47平方千米，而水域面積為0.06平方千米。當地共有人口223人，而人口密度為每平方千米146人。